# 米凯莱·马费伊
米凯莱·马费伊（義大利語：Michele Maffei，1946年11月11日—），意大利男子击剑运动员。他曾获得1971年世界击剑锦标赛男子佩剑个人冠军。他也参加了1968年、1972年、1976年和1980年四届夏季奥运会，共收获一枚金牌和三枚银牌。